# Richard Witschge
Richard Witschge, nizozemski nogometaš, * 20. september 1969.
Za nizozemsko reprezentanco je odigral 31 uradnih tekem in dosegel en gol.